# František Peřina (politik)
František Peřina (20. září 1827 Příbor – 20. dubna 1910 Příbor) byl rakouský politik české národnosti z Moravy; poslanec Moravského zemského sněmu a dlouholetý starosta Příbora.

## Biografie

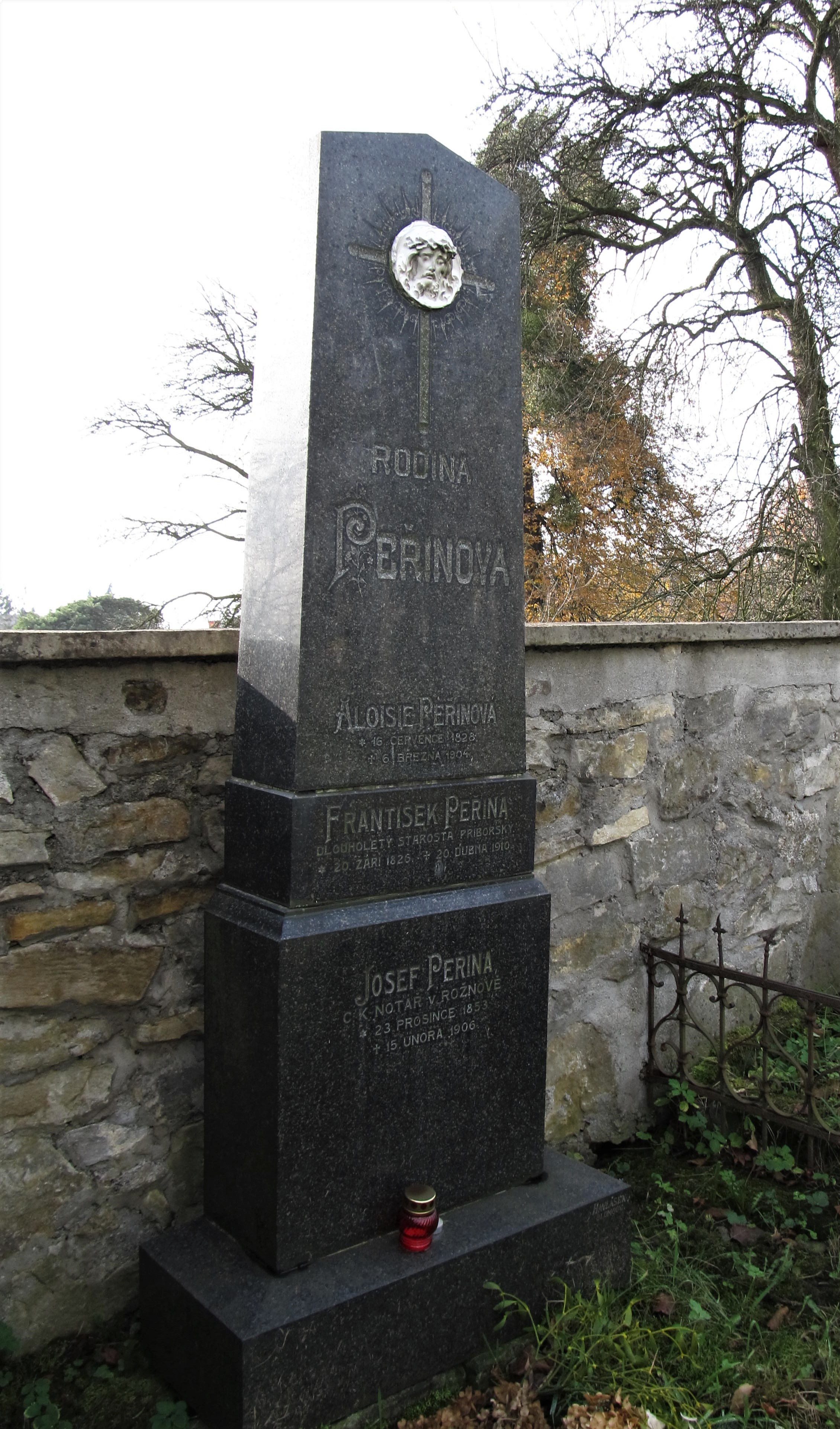
Hrobka rodiny Františka Peřiny na starém hřbitově v Příboře

Narodil se v Příboře, kde navštěvoval piaristickou hlavní školu. V letech 1838–1839 studoval na reálné škole v Brně, v letech 1840–1841 reálnou školu v Lipníku. Pak se věnoval podnikání. Působil jako vinárník, perníkář a velkoměšťan v Příboře. Bydlel v domě čp. 28, kde provozoval vinárnu. Významně se angažoval v komunální politice. V roce 1859 byl zvolen do obecního zastupitelstva. V zastupitelstvu zastával do roku 1863 post zemědělského kontrolora. Roku 1863 se stal obecním radním. Když rezignoval starosta Johann Raschka, převzal po něm Peřina (v prosinci 1864) tuto funkci, kterou zastával s přestávkami po pětatřicet let. Starostou Příbora byl v období let 1864–1868, 1873–1876 a 1882–1900. Během svého prvního funkčního období byl prvním českým starostou tohoto města. V roce 1866 musel coby představený obce řešit krizové situace okolo prusko-rakouské války. Poté se dobrovolně na tři roky vzdálil z komunální politiky. Do funkce se vrátil roku 1873. Jako starosta se zasadil o zřízení českého učitelského ústavu a o vznik železniční tratě ze Studénky do Štramberka. V 70. letech také prosadil převod místního nižšího gymnázia pod státní financování. Od roku 1883 byl předsedou místní školní rady a v tomto období zastával rovněž funkci předsedy okresního silničního výboru. Od roku 1871 působil ve funkci prvního náčelníka česko-německého hasičského sboru. V roce 1865 zavedl první hasičský řád, později v roce 1881 byl mezi spoluzakladateli českého hasičského sboru. V roce 1899 mu byl udělen Zlatý záslužný kříž. Po definitivním odchodu z čela radnice Peřinu roku 1900 nahradil v této funkci Ferdinand Pokorný.
V 80. letech se zapojil i do vysoké politiky. V zemských volbách v roce 1884 byl zvolen na Moravský zemský sněm, kde zastupoval kurii městskou, obvod Příbor, Fulnek, Frenštát. V roce 1884 je označován za českého kandidáta (Moravská národní strana, staročeská) . Porazil proněmeckého kandidáta Wenzela Gillara.
Zemřel v dubnu 1910.
Jeho bratr Arnold Peřina byl významným příborským měšťanem. Jeho dceru Marii (1851–1925) si za manželku vzal lékař Bedřich Remeš (1837–1917). Manželé Remešovi měli syna, kterým byl pozdější významný moravský paleontolog Mořic Remeš (1867–1959).